# Madhouse (gruppo musicale)
Madhouse è un gruppo musicale di genere jazz fusion originario di Minneapolis (Stati Uniti d'America), creato da Prince.
Due album dei Madhouse (ed alcuni singoli) sono stati pubblicati ufficialmente nel 1987.

## Discografia

### Album
- 8 (1987)
- 16 (1987)

### Singoli
- "Six" b/w "6 and 1/2"
- "Ten" b/w "Ten and 1/2"
- "Thirteen" b/w "Four"

### 12"
- "Six" - "Six", "Six (End of the World Mix)", "6 and 1/2"
- "Ten" - "Ten (The Perfect Mix)", "Ten and 1/3"
- "Thirteen" - "Thirteen (The Paisley Park Mix)", "Thirteen and 1/4"